# Milice nationale (Espagne)
Pour les articles homonymes, voir Milice nationale.
 (juin 2016).
Si vous disposez d'ouvrages ou d'articles de référence ou si vous connaissez des sites web de qualité traitant du thème abordé ici, merci de compléter l'article en donnant les références utiles à sa vérifiabilité et en les liant à la section « Notes et références ».

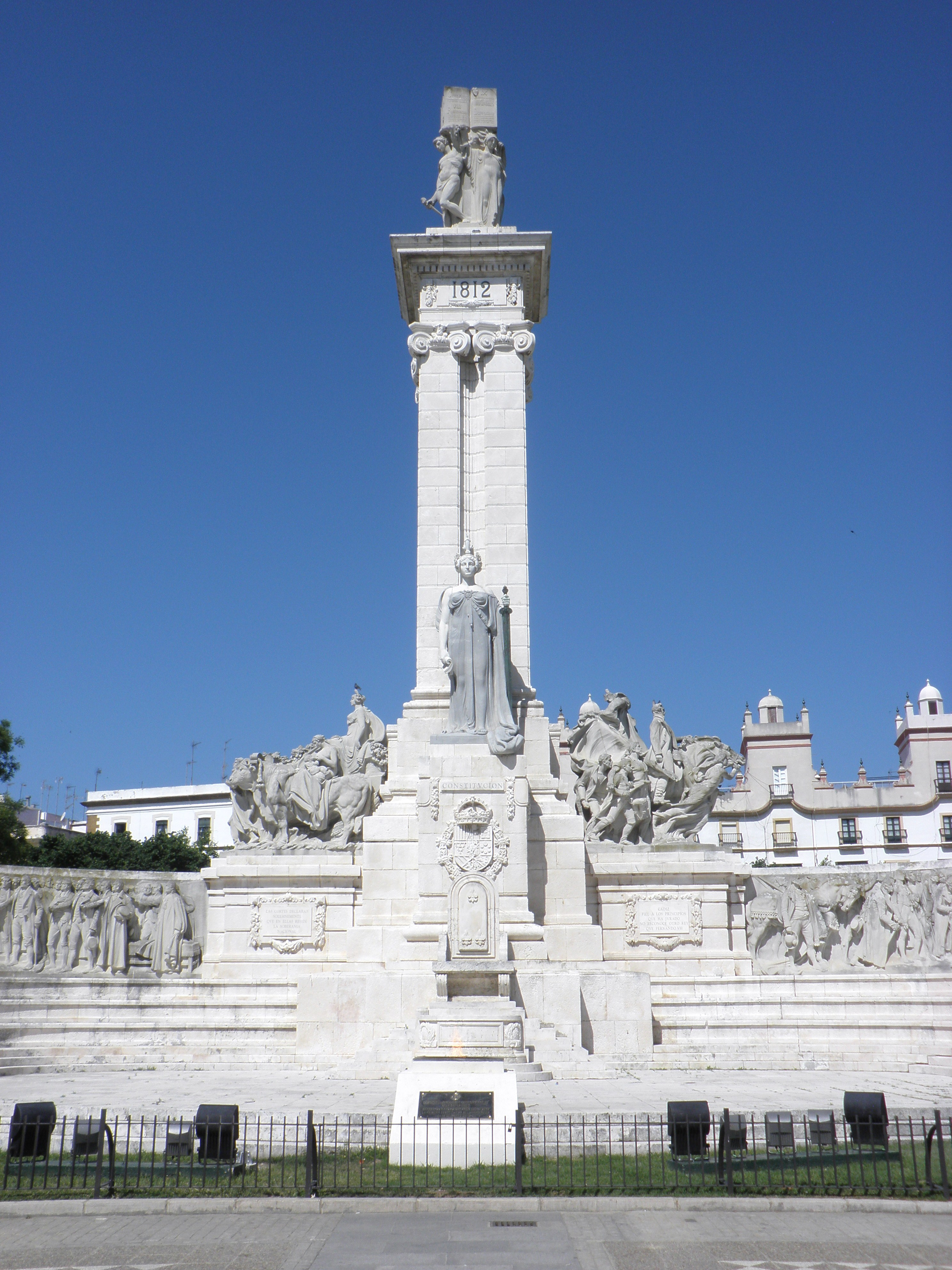
Cadix : Monument à la Constitution de 1812.

En Espagne, la Milice nationale (en espagnol : Milicia Nacional) est une milice populaire qui a existé au cours du XIXe siècle.

## Histoire

### Origines
Elle trouve son origine dans d'antiques formes de défense civico-militaire constituées au XVIIIe siècle durant la Guerre de Succession d'Espagne. Mais c'est la Guerre d'indépendance, quand l'invasion napoléonienne a détruit l'Armée, qui a favorisé la création de Juntes Locales et Provinciales qui ont armé les citoyens pour lutter contre les Français, et de plus combattre les traces du régime féodal qui subsistaient encore dans beaucoup de villages.

### Organisation
La première légalisation des milices a été précoce. Dans la Constitution espagnole de 1812, les législateurs ont reconnu comme forces combattantes et intégrées dans l'armée ceux qu'ils appelaient « milicias nacionales », à côté des troupes régulières. La reconnaissance légale supposait la disparition, au moins formelle, des organisations de volontaires armés par les différentes Juntes, puisqu'elles étaient toutes intégrées dans un seul corps. En 1814 a été établi le Règlement qui régulait les prestations obligatoires auxquelles était soumis tout citoyen, et qui organisait la Milice.
En résumé, elle était séparée de l'armée régulière et comportait deux armes : l'infanterie et la cavalerie. Les officiers étaient élus par la troupe elle-même. Le nombre de citoyens devant servir dans la Milice était fixé à 30 pour 1 300 habitants de plus 30 ans et moins de 50. Elle était chargée de tâches de sécurité, ordre et paix à l'intérieur du pays.

### Évolution au fil duXIXesiècle
La Milice défendait le mouvement patriotique, mais aussi libéral, qui avait déclenché la guerre. Pour cette raison, la restauration absolutiste de Ferdinand VII qui s'est traduite par l'abrogation de la Constitution de Cadix de 1814, s'est accompagnée de la dissolution de la Milice. Contre la volonté du Roi, lors de l'instauration du Triennat libéral de 1820 à 1823, la Milice a été rétablie et elle est entrée en action contre tous les mouvements de soulèvement absolutiste à l'intérieur de la Péninsule. La fin du Triennat a sonné à nouveau la fin de la Milice, la remplaçant par une sorte de Milice faite de fidèles à l'absolutisme appelée Volontaires royalistes.
Lors de la Régence de Marie-Christine, le Statut royal de 1834 a créé une force appelée Milice Urbaine. Le recrutement de cette force a été au début réservé aux classes de propriétaires, mais rapidement les nécessités de la guerre contre les carlistes ont fait que la base du recrutement s'est élargie aux classes moyennes et modestes. Après la mutinerie de la Granja de San Ildefonso de 1836, qui a obligé la Régente à rétablir la Constitution de 1812, la Milice Nationale a été réorganisée sur des bases similaires à celles du Triennat.
Les nouveaux officiers de l'armée de Marie-Christine, en particulier Leopoldo O'Donnell et Baldomero Espartero, qui avaient soutenu la cause de la reine Isabelle II face aux prétentions de Charles de Bourbon, ont eu une forte influence sur la Milice Nationale. C'est ainsi qu'avec leur collaboration, la Milice a combattu lors de la Première Guerre carliste du côté d'Isabelle II et a obtenu ses premiers étendards en reconnaissance des actions menées durant le conflit. Mais le règne d'Isabelle II a été rempli de conflits entre le Parti modéré et la Couronne, d'un côté, la Milice Nationale, encline au libéralisme et le Parti progressiste, de l'autre. La Milice a toujours pris la défense de ses chefs les plus en vue. Elle a participé aux événements de la Granja de 1836, à la chute de la Régente Marie-Christine au bénéfice de Espartero, contre les soulèvements modérés, en particulier contre la révolte de 1841 et contre le rétablissement de la Décennie modérée en 1843. Ramón María Narváez l'a dissoute, confiant plus tard ses tâches à la toute nouvelle Guardia Civil. Durant le Biennat progressiste, elle fut brièvement rétablie par le Duc de la Victoire. Cependant, quand O'Donnell a réussi mettre au point le projet d'Union libérale et à se défaire de Espartero, il a à nouveau dissout la Milice le 15 août 1856, bien que celle-ci ait résisté à son désarmement dans quelques localités.
La Milice Nationale comme telle a été reconstituée formellement quand Emilio Castelar l'a rétablie par Décret de la Présidence de la Première République jusqu'à ce qu'elle soit formellement dissoute définitivement par le gouvernement de Cánovas del Castillo en 1876, bien que certains comités de volontaires lors de la Sexenio Democrático se soient attribués l'héritage de l'institution, comme  organisations d'appui à la Restauration bourbonienne en Espagne avec l'arrivée d'Alphonse XII.

## Sources
- (es) Cet article est partiellement ou en totalité issu de l’article de Wikipédia en espagnol intitulé « Milicia Nacional (España) » (voir la liste des auteurs).